# Elefantenjunge (Fernsehserie)
Elefantenjunge (auch Elefanten-Boy; Originaltitel Elephant Boy) ist eine 26-teilige britisch-australisch-deutsche Kinder-/Jugendfernsehserie nach der Erzählung Toomai von den Elefanten aus Rudyard Kiplings Dschungelbuch. Die Handlung wurde dabei örtlich vom nordöstlichen Indien nach Ceylon (Sri Lanka) und vom 19. Jahrhundert in die Gegenwart verlegt. Im Umfeld der Fernsehserie entstanden auch eine Hörspiel- und eine Buchreihe.

## Inhalt
Der Waisenjunge Toomai lebt mit seinem kleinen Bruder Ranjit im Wildreservat von Namanpur (sin. නාමන්පුර්, wie auf den Fahrzeugen zu lesen). Er ist Wärter (Mahut) des Elefanten Kala Nag (dt. Schwarze Schlange), wie vor ihm schon sein Vater (siehe Folge 18) und sein Großvater. Zu Beginn der Serie erhält das Reservat einen neuen Verwalter, Karl Bergen. Ihm zur Seite steht die Tierärztin Sue Fraser (ab Folge 4). „Gegenspieler“ ist Padam, der ehemalige Maharaja der Region (insbesondere Folgen 1, 2, 8, 11, 15, 20, 25), der – jedenfalls anfangs – Bergen vertreiben möchte.
Vor diesem Hintergrund bilden Tier- und Artenschutz sowie Wilderei (insbesondere Folgen 2, 5, 10, 17, 20, 22) einen thematischen Schwerpunkt. Weitere Themen sind etwa das Aufeinandertreffen von Orient und Okzident bzw. alter und neuer Ordnung (Folgen 4, 8, 14, 19, 25, 26), das Abschiednehmen von Mensch und Tier (Folgen 4, 6, 16) oder Intrigen unter den Mahuts (Folgen 3, 7, 12). Toomai wächst im Laufe der Serie vom Kind zum Jugendlichen heran (allein schon bedingt durch das Größenwachstum des Darstellers Esrom zwischen der ersten und zweiten Staffel; siehe auch Folge 23).
Ein Grundanliegen der Serie ist neben der Unterhaltung die Darstellung des ethisch richtigen Umgangs mit Tier und Mensch, auch wenn selbst Toomai zugeben muss: „Wenn du älter wirst, Ranjit, wirst du lernen, dass Gerechtigkeit nicht jedermanns Sache ist“ (Folge 5).
Folgen (Die deutschen Titel waren in der ARD-Fassung vermutlich enger an die Originaltitel angelehnt.)
1. Wer hat Angst vorm neuen Mann? (The Tyrant)
2. Die Wildkatze (Fishing Cat)
3. Die gestohlene Kamera (The Great Mahout)
4. Der Elefantengott (Child of Ganesa)
5. Die Leopardenfalle (Leopard Skin Coat)
6. Der tanzende Elefant (Elephant Dance)
7. Der Ehrenplatz (Desara-Fest) (Place of Honour)
8. Die Glücksvögel (Year of the Birds)
9. Surani (Surani)
10. Der letzte Großwildjäger (Rogue Bull)
11. Der Elefant im Maisfeld (Horn of Plenty)
12. Elefant vor Gericht (Key Witness)
13. Der fliegende Wal (Big Fish)
14. Eine Chance für Ranjit (Chance in Life)
15. Das Elefantenrennen (The Gamblers)
16. Der kleine Hirsch (Small One)
17. Doppeltes Spiel (Double Dealer)
18. Dschungelfeuer (Elephants Never Forget)
19. Reise in die Vergangenheit (Return Journey)
20. Die letzte Tigerjagd (Tiger Hunt)
21. River Crossing (River Crossing)
22. Der Vogelfänger (The Stringer)
23. Die Lady aus Oxford (Pygamy Pic)
24. Der tapfere Lügner (Conservation Man)
25. Die Hunde des Todes (Dogs Of Death)
26. Die Archäologen (Grave Robbers)

## Weitere Fakten
- Im Vorspann ist der Sigiriya-Felsen zu sehen, im Abspann die Buddha-Statue von Aukana.
- Bei den Dreharbeiten kamen nur weibliche Elefanten zum Einsatz (Ausnahme: Folge 10).
- Toomais meistgebrauchte Kommandos beim Umgang mit Kala Nag sind „Bila“ (Anheben des Beins)[2] und „Daha“ (Vorwärtsgehen).[3]
- Die fremdländische Schrift in der Serie ist teilweise Singhalesisch, teilweise Tamil (z. B. Folge 15, ஆரம்பம் = Start).
- Anders als für Sabu Dastagir (The Elephant Boy, 1937) gab es für Esram Jayasinghe nur eine weitere Rolle (in Chandar, the Black Leopard of Ceylon, 1972).

## Veröffentlichung
Die Serie wurde ursprünglich 1973 in Großbritannien auf ITV und in Australien auf The Seven Network, 1974 in Deutschland im regionalen Vorabendprogramm der ARD ausgestrahlt. Wiederholungen gab es für Deutschland in der ARD, 2003/2004 auf Kabel eins, 2010 auf ARTE. Eine deutschsprachige DVD-Fassung erschien 2009 bei UIG Entertainment, ergänzt u. a. um ein Interview mit Uwe Friedrichsen und einige Folgen der Hörspiel- und der Buchreihe.